# Njai Darboe
Njai Darboe ist ein gambischer Politiker.

## Leben
| Parlamentswahl | Stimmen | Stimmanteil |
| -------------- | ------- | ----------- |
| 2007           | 5.024   | 64,54 %     |
| 2012           | 4.213   | 53,17 %     |

Njai Darboe trat bei der Wahl zum Parlament 2007 als Kandidat der Alliance for Patriotic Reorientation and Construction (APRC) im Wahlkreis Jarra West in der Mansa Konko Administrative Area an. Mit 64,54 % konnte er den Wahlkreis vor Kemenseng Jammeh (UDP) für sich gewinnen. In der folgenden Wahl zum Parlament 2012 trat Darboe erneut im selben Wahlkreis als Kandidat an. Mit 53,17 % konnte er den Wahlkreis vor dem unabhängigen Kandidaten Alkali Sillah erneut für sich gewinnen. Zu der Wahl zum Parlament 2017 trat Darboe nicht als Kandidat an.